# Gaëtan Guillomet
Gaëtan Guillomet est un gardien de rink hockey né le 25 juillet 1980 à Château-Gontier. Formé à Nantes, il quitte le club une saison après sa relégation pour évoluer au sein du club de la Roche-sur-Yon. Il y reste cinq saisons avant de prendre sa retraite et de revenir à Nantes en tant qu’entraîneur. Après trois années en Loire-Atlantique, il est engagé par La Vendéenne pour entraîner les gardiens.

## Parcours sportif
À la fin de la saison 2009-2010, bien que son club soit relégué, il reste au Nantes ARH pour jouer dans la deuxième division. 
En 2011, il participe à la coupe des Nations au sein de la délégation française. Il est également le troisième gardien de l'équipe de France en fin d'année lors des championnats de monde.
La saison suivante, il quitte le club de Nantes pour rejoindre celui de la Roche sur Yon.
En 2016, il remplace Cédrik Cayol, l'entraineur du Nantes ARH.

### Palmarès
En 2014, il obtient sa première Coupe de France avec le club de la Roche sur Yon.